# بينغوين هايوي
محطات مسار البطريق (باليابانية: ペンギン・ハイウェイ، بالروماجي: Pengin Haiwei) (بالإنجليزية: Penguin Highway)‏ هي رواية يابانية من تأليف توميهيكو موريمي، نشرت من قبل كادوكاوا شوتين في 28 مايو عام 2010. اقتبست إلى سلسلة مانغا من تأليف ورسن كيتو يانو. نشرت من قبل ميديا فاكتوري في مجلة كومك ألايف الشهرية، منذ 27 مارس عام 2018 حتى 27 فبراير عام 2019، تم تجميع فصول المانغا في 3 مجلدات تانكوبون. أنتجت إلى فيلم أنمي من قبل استوديو كولوريدو، عرض في اليابان في 17 اغسطس عام 2018.
عُرض الفيلم مترجماً ومدبلجاً بالعربية على تطبيق سبيستون غو في عام 2024 وبعد فترة قصيرة عًرض على فقرة سبيس باور. بدأ عرضه بالعربية في ديسمبر عام 2023 من قبل مركز الزهرة.

## القصة
تدور أحداث القصة عن طيور بطريق تظهر فجأة في المدينة دون أي تفسير. أوياما هو طالب ذكي في الصف الرابع، وغالبًا ما يتعرض للمضايقة من قبل زملائه في الفصل. يحقق في السبب الغامض وراء الظهور المفاجئ لطيور البطريق في مدينته، واكتشف أنها تتبع مسارًا فريدًا يُعرف باسم "طريق البطريق السريع".

## الشخصيات
أوياما (باليابانية: アオヤマ君، بالروماجي: Aoyama-kun)
أداء صوتي: كانا كيتا
ليدي (باليابانية: お姉さん، بالروماجي: Onē-san)
أداء صوتي: يو أوي
أوتشيدا (باليابانية: ウチダ君، بالروماجي: Uchida-kun)
أداء صوتي: ريي كوغيميا
هاماموتو (باليابانية: ハマモトさん، بالروماجي: Hamamoto-san)
أداء صوتي: ميغومي هان
سوزوكي (باليابانية: スズキ君، بالروماجي: Suzuki-kun)
أداء صوتي: ميكي فوكوي
والد آوياما (باليابانية: アオヤマ君のお父さん، بالروماجي: Aoyama-kun no Otōsan)
أداء صوتي: هیدتوشي نیشیجیما
والد هاماموتو (باليابانية: ハマモトさんのお父さん، بالروماجي: Hamamoto-san no Otōsan)
أداء صوتي: تاكيناكا ناوتو

## وصلات خارجية
- الموقع الرسمي باللغة اليابانية
- بينغوين هايوي على موقع ANN manga (الإنجليزية)